# Circonscription électorale de Yamanashi
La circonscription électorale de Yamanashi (山梨県選挙区, Yamanashi-ken senkyo-ku) est une subdivision électorale de la Chambre des conseillers du Japon, représentant la préfecture de Yamanashi. Deux conseillers y sont élus au scrutin uninominal majoritaire à un tour.

## Conseillers
| Série 1 (1947 : 1er, mandat de 6 ans) | Série 1 (1947 : 1er, mandat de 6 ans) | Élection                 | Série 2 (1947 : 2e, mandat de 3 ans) | Série 2 (1947 : 2e, mandat de 3 ans) |
| ------------------------------------- | ------------------------------------- | ------------------------ | ------------------------------------ | ------------------------------------ |
|                                       | Tsunekichi Komiyama (ja) (Ind.)       | 1947                     |                                      | Shigeko Hirano (ja) (PSJ)            |
| 1950                                  | Tsunekichi Komiyama (ja) (Ind.)       |                          | Taichi Hirabayashi (ja) (Ind.)       |                                      |
|                                       | Hisatada Hirose (ja) (Ind.)           | 1953                     | Taichi Hirabayashi (ja) (Ind.)       |                                      |
| 1956                                  | Hisatada Hirose (ja) (Ind.)           |                          | Katsuyasu Yoshie (ja) (PLD)          |                                      |
|                                       | Toshio Yasuda (ja) (PSJ)              | 1959                     | Katsuyasu Yoshie (ja) (PLD)          |                                      |
| 1962                                  | Toshio Yasuda (ja) (PSJ)              |                          | Katsuyasu Yoshie (ja) (PLD)          |                                      |
|                                       | Hisatada Hirose (PLD)                 | 1965                     | Katsuyasu Yoshie (ja) (PLD)          |                                      |
| 1968                                  | Hisatada Hirose (PLD)                 |                          | Katsuyasu Yoshie (ja) (PLD)          |                                      |
| ,1970                                 | Hisatada Hirose (PLD)                 | Jūji Hoshino (ja) (PLD)  |                                      |                                      |
|                                       | Kiyoshi Kanzawa (ja) (PSJ)            | Jūji Hoshino (ja) (PLD)  | 1971                                 |                                      |
| 1974                                  | Kiyoshi Kanzawa (ja) (PSJ)            | Tarō Nakamura (ja) (PLD) |                                      |                                      |
|                                       | Keiyū Furuya (ja) (PLD)               | Tarō Nakamura (ja) (PLD) | 1977                                 |                                      |
| 1980                                  | Keiyū Furuya (ja) (PLD)               | Tarō Nakamura (ja) (PLD) |                                      |                                      |
| Tetsurō Shimura (ja) (PLD)            | 1983                                  | Tarō Nakamura (ja) (PLD) |                                      |                                      |
| Tetsurō Shimura (ja) (PLD)            | 1986                                  | Tarō Nakamura (ja) (PLD) |                                      |                                      |
|                                       | Osamu Isomura (ja) (Rengō)            | Tarō Nakamura (ja) (PLD) | 1989                                 |                                      |
| 1992                                  | Osamu Isomura (ja) (Rengō)            | Tetsurō Shimura (PLD)    |                                      |                                      |
|                                       | Mahito Nakajima (ja) (PLD)            | Tetsurō Shimura (PLD)    | 1995                                 |                                      |
| 1998                                  | Mahito Nakajima (ja) (PLD)            |                          | Azuma Koshiishi (ja) (Ind.)          |                                      |
| 2001                                  | Mahito Nakajima (ja) (PLD)            |                          | Azuma Koshiishi (ja) (Ind.)          |                                      |
| 2004                                  | Mahito Nakajima (ja) (PLD)            |                          | Azuma Koshiishi (PDJ)                |                                      |
|                                       | Harunobu Yonenaga (ja) (PDJ)          | 2007                     | Azuma Koshiishi (PDJ)                |                                      |
| 2010                                  | Harunobu Yonenaga (ja) (PDJ)          |                          | Azuma Koshiishi (PDJ)                |                                      |
|                                       | Hiroshi Moriya (ja) (PLD)             | 2013                     | Azuma Koshiishi (PDJ)                |                                      |
| 2016                                  | Hiroshi Moriya (ja) (PLD)             |                          | Yuka Miyazawa (ja) (PDP)             |                                      |
| 2019                                  | Hiroshi Moriya (ja) (PLD)             |                          | Yuka Miyazawa (ja) (PDP)             |                                      |
| 2022                                  | Hiroshi Moriya (ja) (PLD)             |                          | Manabu Nagai (ja) (PLD)              |                                      |
|                                       | Hitoshi Gotō (PDP)                    | 2025                     | Manabu Nagai (ja) (PLD)              |                                      |